# Gruvsylta
Gruvsylta eller enbart sylta (Grubenkleines) kallades det malmhaltiga grus som uppstod vid brytning och uppfordring i gruvor eller vid malmhantering i hyttor. Gruvsyltan kunde innehålla malm som kunde utvinnas genom vaskning. Den brukades också till att täcka malmrostar eller tillmakningseldar, helt eller partiellt, för att stänga inne hettan eller styra dess riktning. 